# BDOインターナショナル
BDOインターナショナル（BDO International Limited）は、ベルギーのザベンテムを本部とする世界第5位の会計事務所である。

## 沿革
BDOは1963年に5か国（イギリス・ドイツ・オランダ・アメリカ合衆国・カナダ）のメンバーファームによって設立された「ビンダー・シードマン・インターナショナル・グループ」を発祥とし、1973年にBDO Binder B.V.（有限責任会社）へと改組した。BDOとはイギリス人のビンダー・ハムリン（Binder Hamlyn）、オランダ人のダイカー（Dijker）、ドイツ人のオッテ（Otte）の頭文字を取ったものである。
2015年時点で64,000人以上の従業員が所属し、154地域・1,400以上の事務所を有する。特に中国（香港含む）方面での事業拡大が著しく、2012年時点で人員数は8,000人程度でアメリカ合衆国の11,500人に次ぐ規模となっている。また2014年における収益割合は、アメリカ（35か国）方面が44%、EMEA（92か国）方面が41%、アジア太平洋（24か国）方面が15%となっている。

## 業務
以下の3つで構成されている。2014年における収益割合を付記。
- 監査・会計業務（Audit ＆ accounting） - 57%
- 税務業務（Tax services） - 21%
- アドバイザリー業務（Advisory services） - 22%

## 日本における活動
日本においては準大手の三優監査法人（BDO Sanyu ＆ Co.）がメンバーファームとして加盟し監査業務を提供する。
当初BDOは新和監査法人（現在の有限責任あずさ監査法人の母体の一つ）と提携していた。新和はそれ以前よりグラントソントン・インターナショナルとも提携していたため二重提携となっていたが、当時は日本企業の海外進出が少なく、逆に外資系企業の日本進出が多かったため複数の海外提携先を抱えても問題は生じなかったと言われる。更に新和監査法人が監査法人朝日会計社と合併した後の監査法人朝日新和会計社は、アーサー・ヤング（後にアーンスト・アンド・ヤング）を加え三重提携の状態であった。しかし朝日新和が1993年（平成5年）に提携先をアーサー・アンダーセンに変更すると、重複提携を認めないアンダーセンの方針からBDO・グラントソントンとの提携は解消された。
それ以降は1996年（平成8年）1月加盟の三優監査法人のみが長らく日本における提携先であったものの、2011年（平成23年）1月に準大手の東陽監査法人が加盟、これと同時に二法人合弁でBDO Japan株式会社を設立し、両法人から半分ずつ選任された役員構成で、BDOインターナショナルの日本における統括管理業務を行っていた。東陽は三優よりも規模が大きいため、両者を合わせたBDO全体の日本における規模は、業務収入においてはグラントソントンに次ぐ国内6位となっていたが、上場クライアント数ではそれをわずかに上回っていた。
しかし、2018年（平成30年）6月30日をもって東陽監査法人はBDOとの提携を解消し、かつて提携していたクロウ・グローバル（提携当時はホーワスインターナショナル）と再提携することとなった。ちょうど2018年7月にクロウと提携していた優成監査法人が太陽有限責任監査法人に吸収合併され、クロウの日本での提携先が消滅するタイミングでの変更となった。これ以降は三優による単独提携状態へと戻っている。
税務業務は2002年（平成14年）10月設立のBDO税理士法人（設立時は三優税理士法人・2009年12月商号変更）、アドバイザリー業務はBDOアドバイザリー株式会社が行う他、人事コンサルティング等を業務内容とする株式会社BDO人事総合研究所がグループ会社を構成する。